# 락까 전투 (2013년)
락까 전투는 락까의 북쪽 도시를 장악하기 위한 전투이다. 반군은 2013년 3월초에 공세를 시작하였고, 2013년 3월 5일에 락까를 내전에서 첫번째로 그들이 장악한 주도라고 주장하면서 그들이 완전히 장악했다고 할 수 있다고 선언하였다. 이 전투에서, 반군은 주로 알누스라 전선의 이슬람 지하디스트가 주도하였다.

## 같이 보기
- 알레포 전투 (2012년~2016년)
- 락까 전역 (2016년-2017년)